# Brejning Kirke (Vejle Kommune)
 For alternative betydninger, se Brejning Kirke. (Se også artikler, som begynder med Brejning Kirke)
Brejning Kirke ligger i Brejning, Gauerslund Sogn, Haderslev Stift, Vejle Kommune, i det tidligere Holmans Herred Vejle Amt. Kirken er indviet i 1967 og er tegnet af Mogens Koch. Kirke har form som en bispehue.
I 1934 nedsattes en kirkekomite med det formål at få opført en kirke på stedet, man henvendte sig i 1941 til arkitekt Mogens Koch, som tegnede den nuværende kirke, i følge flere kilder chokerede det moderne formsprog dele af komiteen og byggeriet blev udsat; ifølge kirkens brochure var det imidlertid primært økonomiske problemer som medførte, at kirken først blev opført i 1965-67. Den ottekantede kirke består af prismeflader, som gennemskæres af et stort sadeltag, der kan minde om en bispehue. Denne udformning var et indlæg fra arkitekten i debatten om 1900-tallets kirkearkitektur, hvor man kopierede den romanske og gotiske kirkearkitektur, samt de mange kirkerestaureringer, hvor man fjernede senere tilføjelser og førte kirkerne tilbage til den "oprindelige" romanske stil. Her hentydede Mogens Koch især til Storch, som havde ændret Bjernede kirke radikalt. Bjernede kirke var i slutningen af 1800-tallet udformet som en bispehue, men Storch mente at arkæologiske undersøgelser kunne påvise, at kirken oprindelig havde været en rundkirke, udformet som man ser den i dag. Mogens Koch mente, man skulle lade bygningerne stå som de havde udviklet sig gennem tiderne.
Østvæggen har mønstermuring, der fremstiller Livets Træ, som udspringer fra det enkle alter. Altertæppet er tegnet af Mogens Koch og er syet af kvinder fra sognet. Døbefonten består af en tolvkantet kumme af ølandskalk på muret fod. Prædikestol og orgelfacade er tegnet af Mogens Koch. På østvæggen er ophængt et krucifiks, udført af Gunnar Hansen. I præsteværelset er ophængt to relieffer af Gunnar Hansen.

## Eksterne kilder og henvisninger
- Wikimedia Commons har flere filer relateret til Brejning Kirke (Vejle Kommune)
- Brejning Kirke Arkiveret 31. januar 2011 hos  Wayback Machine hos nordenskirker.dk
- Brejning Kirke hos KortTilKirken.dk
- Brochure om Brejning Kirke Arkiveret 23. februar 2022 hos  Wayback Machine